# Passerelle Courbet
Passerelle sur la Loue à Ornans
La passerelle Courbet est une passerelle piétonne métallique sur la Loue située dans la commune française d'Ornans, dans le département du Doubs, en Franche-Comté.

## Localisation
La passerelle, située au centre de la ville, relie la place Gustave Courbet au square de la médiathèque en passant au-dessus de la Loue.

## Historique
La passerelle a été réalisée à la suite d'une souscription lancée en 1860 par les riverains du quartier des Isles-Basses. Elle a été construite en 1863 et réceptionnée le premier janvier 1865. Elle porte le nom du peintre Gustave Courbet qui est né dans une maison très proche (actuel musée Courbet).
Fin 2020, pour réparer les dégradations du tablier, elle fait l'objet d'un appel d'offres dont l’objectif est la reconstruction de la passerelle soit à l’identique, soit en largeur utile de 2m50.
Le 7 décembre 2022, la passerelle est rouverte au public après une reconstruction à l'identique.

## Description
Les dimensions initiales de la passerelle sont de 38 mètres de long et de 1,9 mètre de large. Elle est constituée de poutres métalliques supportées par des poteaux métalliques plantés dans le lit de la Loue.
C'est un des attraits touristiques de la ville car elle permet d'admirer au plus près la Loue et les belles maisons sur pilotis ou en encorbellement qui la bordent.

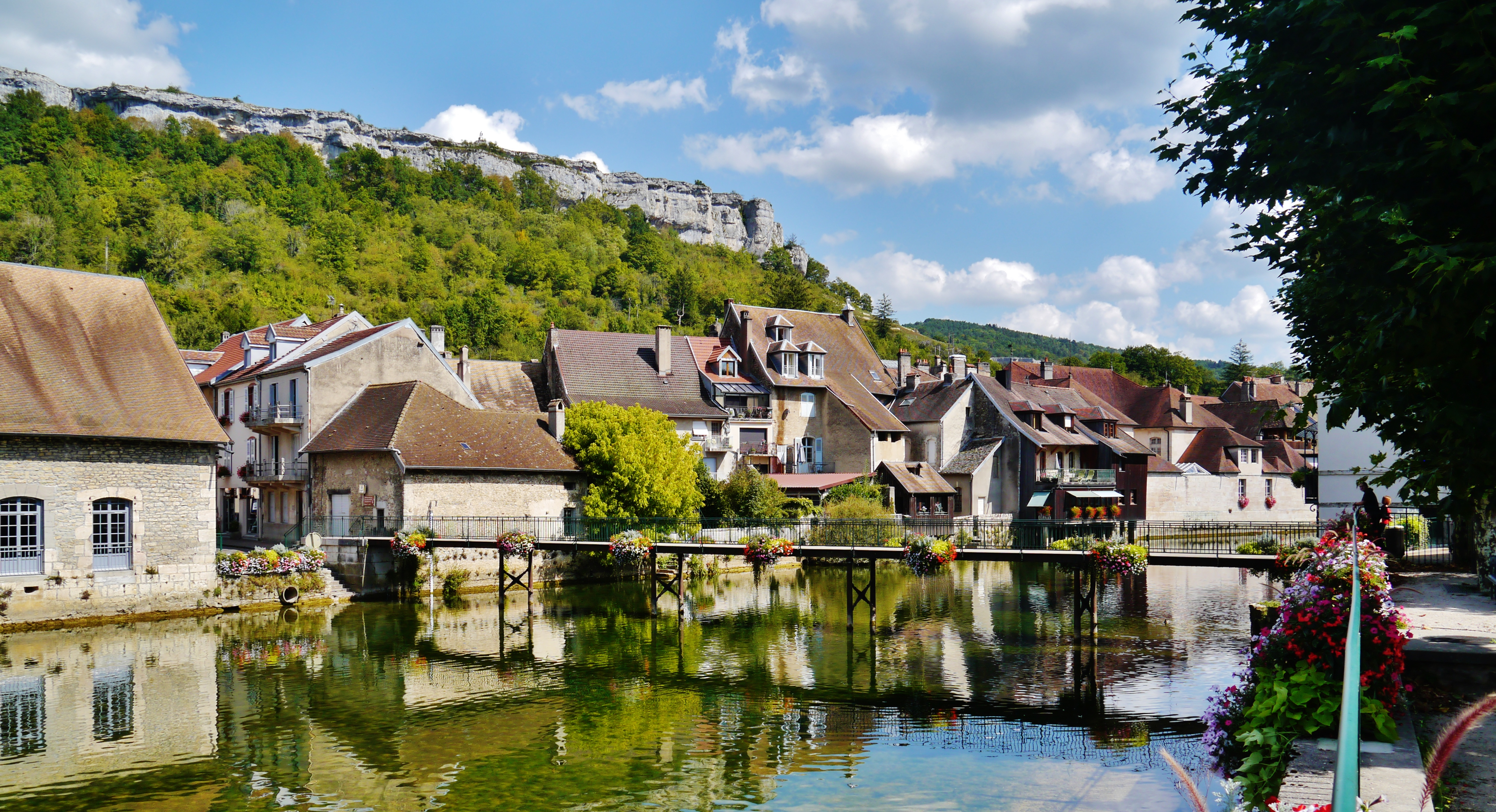
La passerelle (vue aval).
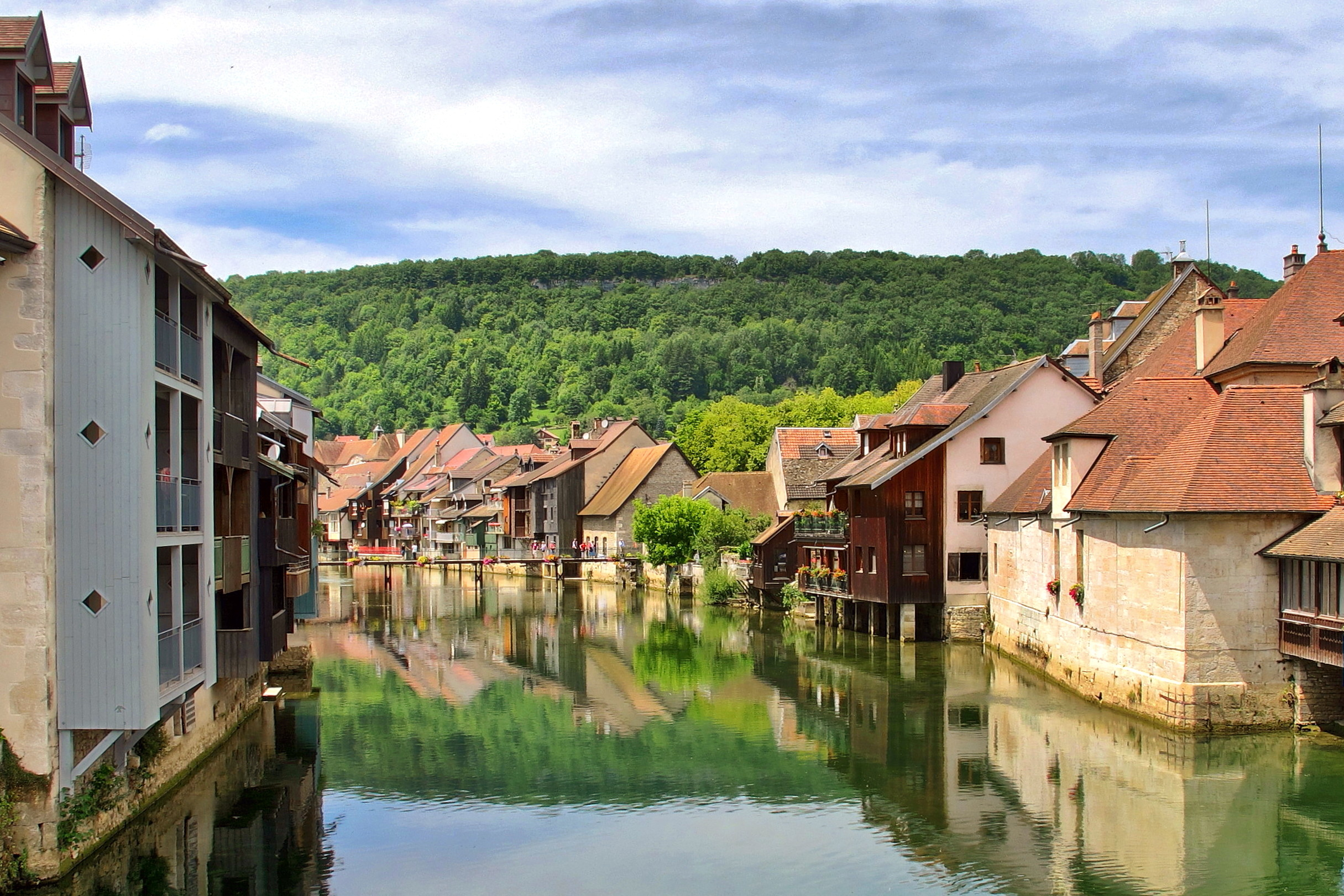
La passerelle (vue amont).
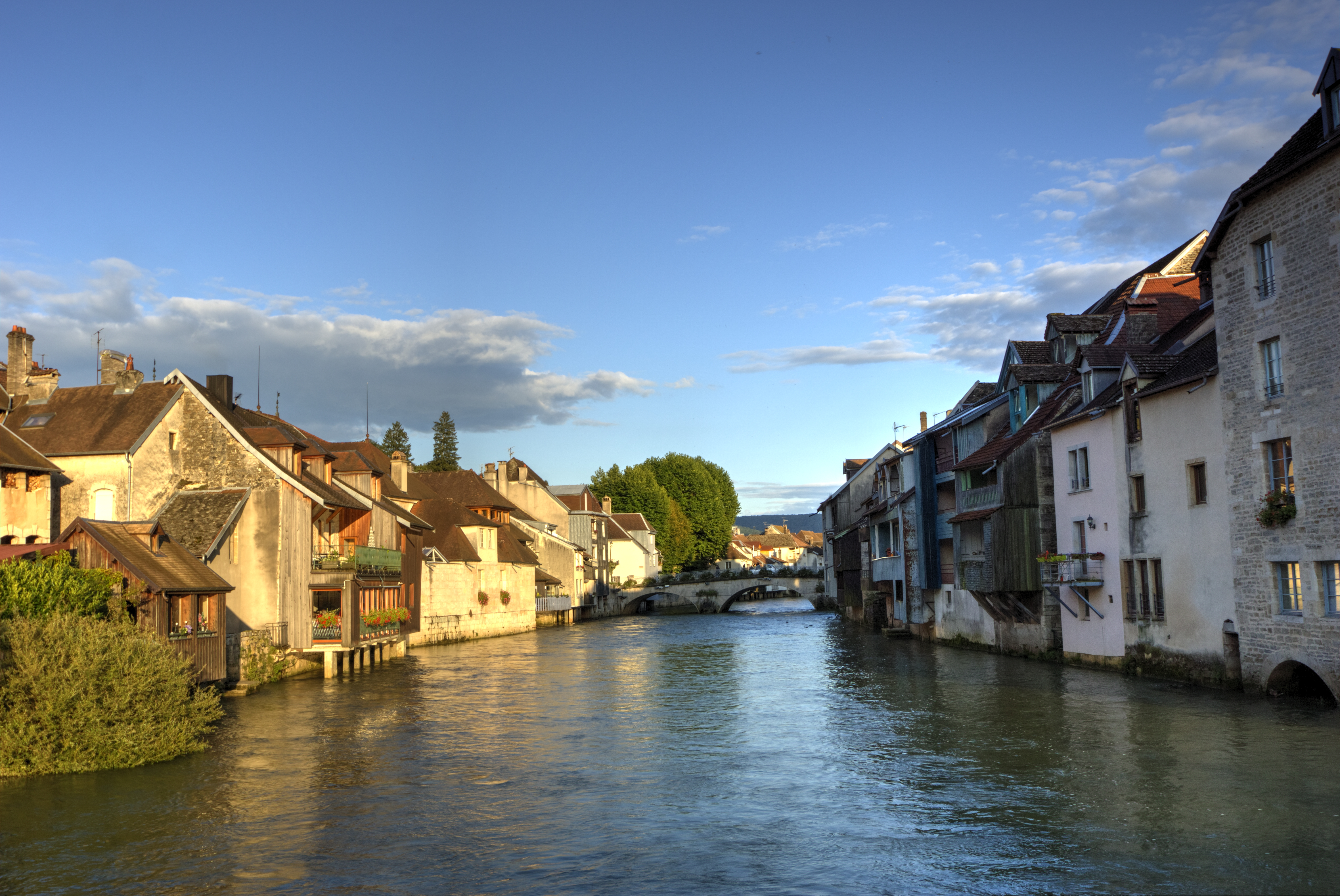
Maisons au bord de la Loue (vue depuis la passerelle).